# San Roberto (Italia)
San Roberto è un comune italiano di 1 497 abitanti della città metropolitana di Reggio Calabria in Calabria.

## Geografia fisica
Il paese è situato a 280 m s.l.m. e fa parte del parco nazionale dell'Aspromonte.
La località balneare più vicina è Scilla.

## Storia
Il paese ha origini incerte: fu fondato probabilmente nel XIV secolo come casale della baronia di Fiumara di Muro.
L'abitato rimase quasi indenne dai catastrofici terremoti del 1783 e del 1894, mentre subì gravi danni dal terremoto del 1908, che causò anche 404 vittime.

### Simboli
Lo stemma e il gonfalone sono stati concessi con decreto del presidente della Repubblica dell'8 gennaio 1996
Il gonfalone è un drappo troncato di giallo e di azzurro.

## Società

### Evoluzione demografica
Abitanti censiti

## Economia
L'economia è prevalentemente agricola (oliveti, agrumeti e boschi). La produzione di olio ha carattere industriale e, di una certa importanza, è anche la produzione artigianale di latticini, di canestri e di gerle. Fiorente è il commercio del legname, principalmente castagno.

## Amministrazione
| Periodo           | Periodo           | Primo cittadino          | Partito                                  | Carica                    | Note |
| ----------------- | ----------------- | ------------------------ | ---------------------------------------- | ------------------------- | ---- |
| 6 giugno 1993     | 23 aprile 1995    | Gaetano Vizzari          | Partito Socialista Italiano              | sindaco                   |      |
| 23 aprile 1995    | 13 giugno 1999    | Antonino Micari          | lista civica di centro                   | sindaco                   |      |
| 13 giugno 1999    | 13 giugno 2004    | Antonino Micari          | lista civica di centro                   | sindaco                   |      |
| 13 giugno 2004    | 7 giugno 2009     | Giuseppe Roberto Vizzari | lista civica di centro                   | sindaco                   |      |
| 7 giugno 2009     | 25 maggio 2014    | Giuseppe Roberto Vizzari | lista civica                             | sindaco                   |      |
| 25 maggio 2014    | 26 maggio 2019    | Giuseppe Roberto Vizzari | lista civica Ancora per cambiare insieme | sindaco                   |      |
| 26 maggio 2019    | 21 settembre 2020 | Francesca Iannò          |                                          | commissario straordinario |      |
| 21 settembre 2020 | in carica         | Antonino Micari          | lista civica Insieme per San Roberto     | sindaco                   |      |